# Макси-Хутор
Макси-Хутор (чечен. МаIси-КIотар) — село в Ножай-Юртовском районе Чеченской Республики. Входит в состав Гордалинского сельского поселения.

## География
Село расположено на левом берегу реки Аксай, в 14 км к юго-западу от районного центра — Ножай-Юрт и в 75 км к юго-востоку от города Грозный.
Ближайшие населённые пункты: на севере — село Исай-Юрт, на востоке — село Саясан, на юго-востоке — село Энгеной, на юго-западе — село Гордали и на северо-западе — село Шуани.

## История
Село (хутор) было основано в 1902 году. Основателем хутора Маси (чечен. МаIси) является выходец из Гордали — Бучи.
До 1944 года в хуторе функционировали школа, медпункт, соборная мечеть, которая была из дерева, поднятая от земли на больших каменных глыбах.

## Население
| 1990 | 2002 | 2010 |
| ---- | ---- | ---- |
| 154  | ↘0   | ↗48  |